# Ujung Padang (Semidang Alas Maras)
Ujung Padang is een bestuurslaag in het regentschap Seluma van de provincie Bengkulu, Indonesië. Ujung Padang telt 1294 inwoners (volkstelling 2010).